# Đấu súng

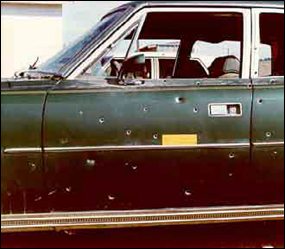
Một chiếc xe bị đạn bắn của một đặc vụ FBI sau vụ xả súng năm 1975 tại Pine Ridge.

Đọ súng hay đấu súng, (tiếng Anh: shootout, firefight, gunfight) là một cuộc chiến đấu dùng súng giữa các nhóm vũ trang. Một vụ đấu súng thường xuyên, nhưng không nhất thiết, đẩy lực lượng thực thi pháp luật chống lại các phần tử tội phạm; nó cũng có thể liên quan đến hai nhóm không thực thi luật pháp, chẳng hạn như giữa các băng đảng đối thủ. Một vụ xả súng trong bối cảnh giống như chiến tranh (nghĩa là giữa lực lượng vũ trang hoặc thậm chí là lực lượng du kích hoặc quân nổi dậy) thường sẽ được coi là một trận chiến (tùy thuộc vào quy mô), chứ không phải là một vụ đấu súng. Đấu súng thường được miêu tả trong các bộ phim hành động và phim Viễn Tây.